# 우미노나카미치

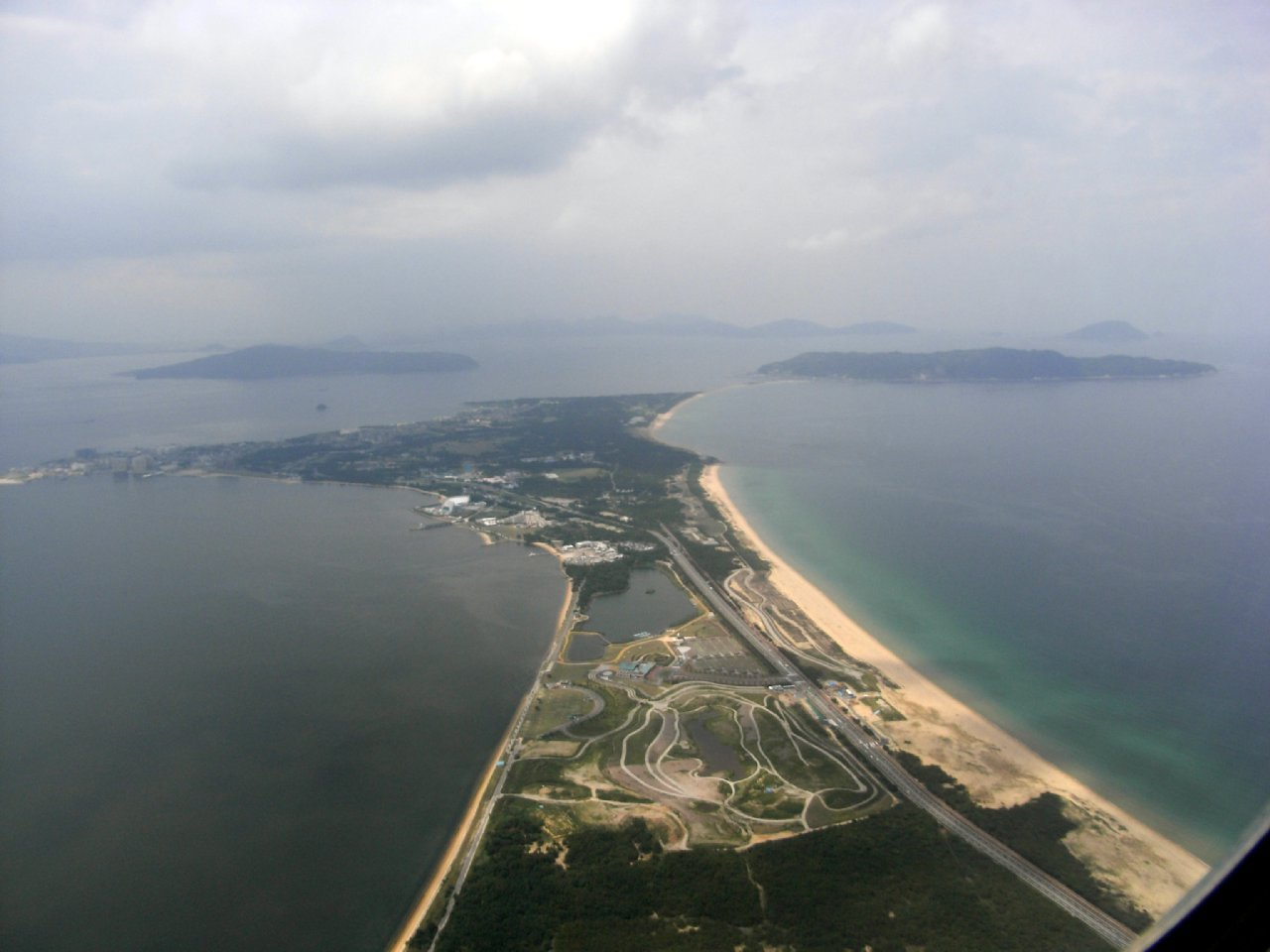
우미노나카미치의 모습. 왼쪽은 노코노섬, 오른쪽은 시카노섬, 오른쪽 멀리 보이는 또 다른 섬은 겐카이섬이다.

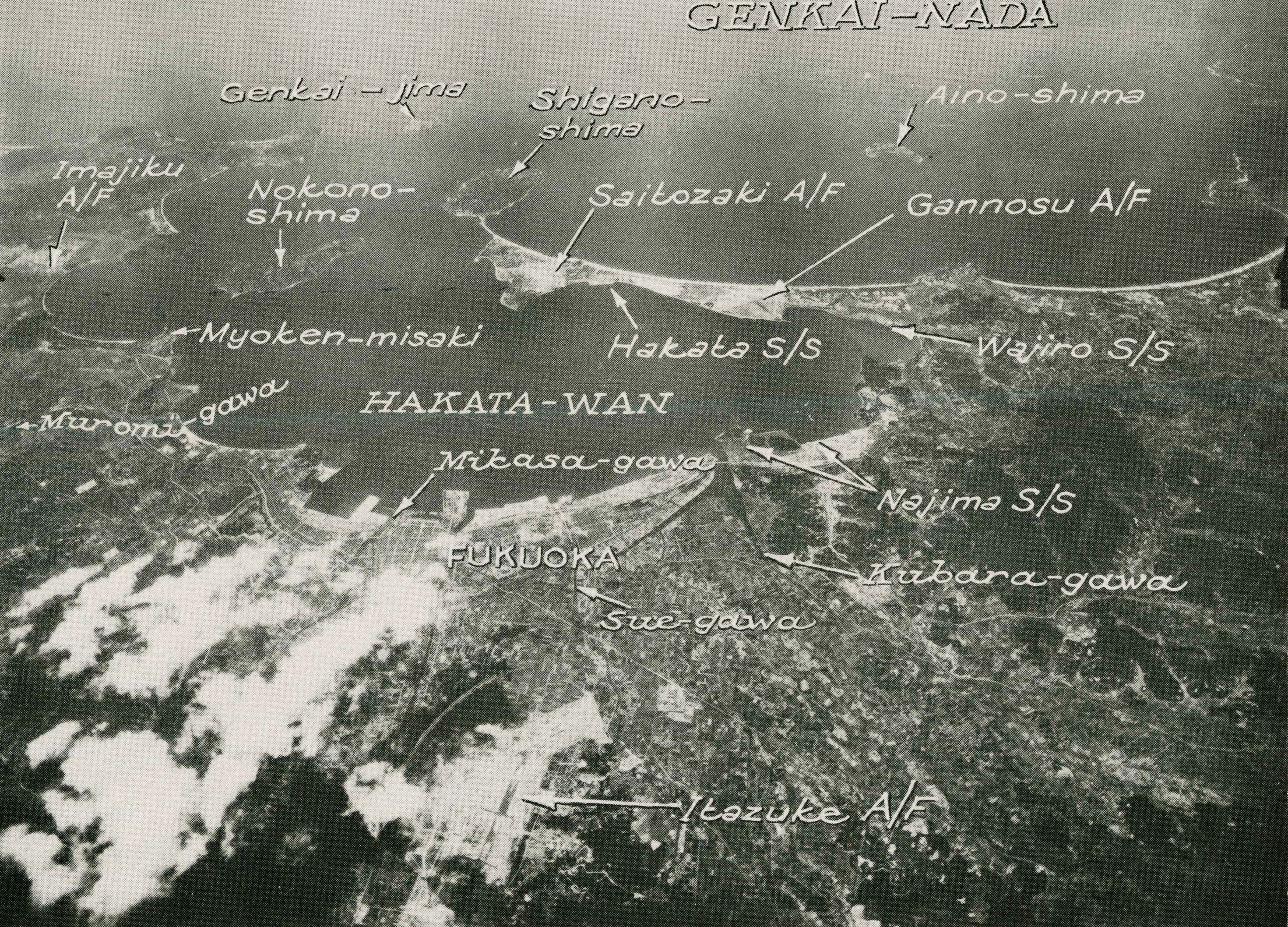
1945년 태평양 전쟁 기간 미군이 촬영한 후쿠오카시 인근 우미노나카미치의 항공 사진. 우미노나카미치에 여러 비행장(AF, AB)가 존재하는 것이 보인다.

우미노나카미치(일본어: 海の中道)는 일본 후쿠오카현 후쿠오카시 히가시구에 있는 시카노섬과 규슈 본토를 잇는 육계사주다. 전체 길이는 8 km이며 최대 폭은 2.5 km의 거대 사주로 육계사주 북쪽은 겐카이나다(현해탄), 남쪽은 하카타만이다. 줄여서 우미나카(일본어: うみなか)라고 부르기도 한다.

## 자연과 지리
사주 거의 전체가 모래인 사구이지만 사주 동쪽 나타의 겐카이나다 쪽 나타해안은 플라이스토세 시기 퇴적한 테라스 모양으로 벼랑이 된 오래된 사구도 있으며 사주 서쪽은 오타케/고타케(大岳・小岳)라고 부르는 고제3기(팔레오기) 시기 퇴적된 오래된 구릉도 있다. 나타의 겐카이나다 쪽 사구에는 곰솔 숲이 펼쳐져 있으며 이 숲을 나타 마쓰바라(奈多松原)라고 부른다. 마쓰바라 사구에는 시시키신사가 있다.
육계사주의 폭은 일정하지 않아 서쪽의 사이토자키와 동쪽의 간노스에서 하카타만쪽을 향해 갈수록 사취가 가느다래져 즉 모래양이 적어지는 모양을 띄어 앞의 본토 사이토자키와 간노스 사이 폭은 최대 2 km가 넘지만 육계사주 중간의 제일 얉은 곳은 폭이 0.5 km도 채 되지 않는 곳도 있다. 끄트머리 시카노섬과 이어지는 약 1 km 부분은 육계사주 폭이 극도로 좁아져 겐카이나다와 하카타만의 서로 다른 색의 바다가 양 쪽에서 다가오는 광경을 볼 수도 있다. 이 얉은 곳은 만조 시에는 바닷물이 구분되어 보이는 경우도 있기 때문에 육계사주 길을 따라 딱 구분되어 보인다는 뜻에서 미치키레(道切, 満切)라고 부르는 경우도 있으며 바닷물이 들이차기 때문에 다리도 놓여져 있다. 18세기 지쿠젠국 속풍속기에서는 당시에는 육계사주 길이 완전히 이어지는 일이 더 드물어 바닷물에 끊기는 때가 더 많았다고 적혀 있다.
사주 중앙부에서 서북부까지 거쳐 공원이나 레크리에이션 같은 환경레저시설이 갖춰져 있으며 그 제일 동쪽에는 후쿠오카시 간노스 레크리에이션 센터, 그 서쪽으로는 우미노나카미치 해변공원과 마린 월드(수족관), 사이토자키 시사이드 컨트리클럽(골프장), 클레인 후쿠오카(경마장) 등의 시설이 있다. 한편 육계사주의 동부 지역인 나타, 간노스와 서북부의 사이토자키, 오타케는 주택지가 펼쳐져 있어 약 15,000명이 거주하고 있다.
간노스 레크리에시션 시설에 바로 붙어 있는 국토교통성 후쿠오카 항공교통관제부가 있다.

## 역사
나라 시대에 편찬된 지쿠젠국 속풍속기에 따르면 시카노섬에 관한 구절에서 우미노나카미치가 우치아게노하마(打昇の浜)라는 이름으로 등장한다. 후키아게노하마(吹上の浜)라고 불렀다는 기록도 남아 있다. 옛 이름처럼 겐카이나다 쪽 해안은 현재도 겨울에 바닥에 달라붙은 다양한 물질이 공중으로 튀어오르는 모습을 볼 수 있다. 진구 황후 전설에서는 원정 전에 성대한 가구라를 열자 바다 안에서 나타난 신인 아즈미노 이소라가 옥을 빌려줬는데, 이 신이 나타난 땅을 후키아게노사키(吹上の崎)라고 불렀다. 예로부터 주변의 어로민들이 제염 작업을 했다는 기록이 남아 있으며, 시오야하나(塩屋鼻)와 가까운 "우미노나카미치 유적"에서는 어구, 패총과 8-10세기 사용된 제염용 토기가 출토되었다.
우미노나카미치라는 지명이 언제부터 사용되었는지는 알 수 없다. 18세기 초 가이바라 에키켄이 저술한 지쿠젠국 속풍토기에서는 나타 촌민들이 현재와 같은 "우미노나카미치"라는 지명으로 부르고 있었다고 기록되어 있다. 또한 속풍토기에서는 이 지역을 나타노하마(奈多の浜)라고도 부르며 약 10여 km 북쪽에 있는 후쿠쓰시 가쓰우라에서 쓰야자키 부근의 옛 사주 지형을 우미노나카마치라고 불렀다. 메이지 시기에도 이름이 널리 퍼지진 않았으며 메이지 시기 지형도에는 이쇼카이추도(俚称海中道)라고 기록되어 있다.
전통적으로 우미노나카미치 가운데를 기준으로 서쪽은 시가, 동쪽은 나타에 속해 에도 시대에는 서쪽이 나카군, 동쪽이 우라카스야군에 속했다. 1889년 정촌제가 시작되자 양 쪽 모두 가스야군에 편입되었으나 서쪽은 시카정, 동쪽은 와지로정이 되었다. 사이토자키는 예전에 미치자키(道崎), 메이지 시기 초기에는 시니도자키(西堂崎)로 불리며 인가 몇 채만 있는 황무지였으나 1904년에는 현대의 JR 가시선에 해당하는 하카타만 철도가 부설되어 가스야 탄전의 석탄을 수출하는 항구로 번창하였다.
2005년 3월 20일 일어난 규모 M7.0의 후쿠오카현 서쪽 해역 지진 당시 우미노나카미치 인근의 겐카이섬과 시카노섬이 큰 피해를 입었다. 또한 본진 이후 여진이 집중적으로 일어난 주요여진역과는 동쪽으로 떨어져 있는 우미노나카미치 부근도 본진 발생 하루 뒤인 3월 21일부터 지진 활동이 활발해진 작은 구역이 있다. 이 작은 여진역은 이시도-우미노나카미치 단층의 위치와 동일하다.

## 항공교통의 요충지
현재의 우미노나카미치 해변공원 인근에는 1936년 건설된 규슈 최초의 국제공항인 후쿠오카 제1비행장(간노스 비행장)이 건설되어 동아시아 국제항공망의 요충지로 활동했으나 비행장 사용자 대부분은 군 관계자였다. 제2차 세계 대전 기간에는 일본 제국 육군이 사용했으며, 현재의 해변공원 부지엔 해군비행장이 있었다. 1945년 종전 이후 미군이 접수하여 브래디 에어베이스(Brady Air Base)와 캠프 하카타(Camp Hakata)가 되었다. 현재의 '더 루이건스' 호텔 주변에는 캠프 하카타 기지사령부 건물이 남아 있으며, 인근 와지로정은 기지 관계자가 살면서 인구가 급증하였다. 1950년 발발한 한국 전쟁 당시 캠프 하카타가 미군의 중요 보급기지로 사용하기도 했다. 1972년 미군이 일본에게 부지를 반환했으며, 우미노나카미치 지역이 후쿠오카시의 레크리에시션 지역으로 재개발되었다.

## 같이 보기
- 후쿠오카 공항